# Історія доменного виробництва у РФ
Історія доменного виробництва у РФ — складова історії чорної металургії РФ. Бере початок з будівництва і введення в експлуатацію 1637 року голландськими купцями під Тулою першої доменної печі в Московії.
У 1740–1804 роках завдяки наявності лісів для виробництва палива доменних печей — деревного вугілля — і через падіння виробництва у країнах Західної Європи Росія за виробництвом чавуну займала 1 місце в світі. Однак, після промислової революції на Заході і переходом там доменного виробництва на кам'яновугільний кокс вона швидко втратила цю позицію. В межах Рос. Імперії і СРСР частка Росії у виробництві чавуну з кінця 19 століття до розпаду СРСР у 1991 році становила менше 50% загальноімперського і загальносоюзного виробництва. Протягом десятиліть за обсягами доменного виробництва Росія в складі Російської  імперії і СРСР посідала 2 місце після України. 1970 року, коли СРСР, випередивши США, посів 1 місце в світі за виробництвом чавуну, частка РСФСР у загальносоюзному виробництві чавуну становила лише близько 50%. [джерело?]
У 2014 році РФ посідала 4 місце у світі за виробництвом чавуну — після Китаю, Японії та Індії.

## Металургія заліза на території РФ до появи доменного виробництва
На територіях, що наразі входять до складу РФ виробництво заліза, було відоме в різних народів з давніх часів. Окрім власне Московії, виробництво заліза було розвинене у Новгородській республіці, що була остаточно завойована Московією 1478 року. Одним з центрів її металургії була Водська п'ятина, назва якої походить від назви народу водь. Виробляти залізо з руди вміли якути, шорці, землі яких ввійшли до складу Московії після 1618 року, та інші народи. Булгари, що кочували у 4 — 7 ст. н. е. на півдні сучасної РФ, вміли виробляти чавун.
До 1637 року залізо в Московії отримували виключно прямим сиродутним способом з руди у сиродутних горнах, або у домницях, що мало чим відрізнялися від сиродутних горен, причому виробництво заліза мало кустарний характер.
У старовину на території Московії на землях в'ятичів залізо виплавляли у так званих «вовчих ямах». Пізніше з'явилися наземні печі, що працювали на природній тязі. Ще пізніше з'явилися невеличкі домниці з подаваємим у них дуттям за допомогою міхів, що є значним кроком у розвитку технології. Характерно, що з'явилися вони в Московії пізніше ніж у сусідніх Україні і Білорусі.   (Стор. 13)  
Про масштаби виробництва сиродутного заліза у період до 15 століття даних немає.   (Стор. 15 — 16)   З зростанням попиту на залізо, його виробництво зростало у низці районів, де знаходили легкоплавкі дернові, лукові, болотні чи озерні руди. Таких районів було кілька. За деякими обчисленнями, виробництво сиродутного заліза в Московії наприкінці 16 століття оцінюється у 100 тис. пудів (1600 т) на рік.   (Стор. 15 — 16)  
1631 року на східному схилі Уральських гір у Ніцинській слободі Верхотурського повіту було побудовано Ніцинський сиродутний залізоробний гірський завод — перший залізоробний завод в Московії. Завод належав казні і забезпечував потреби колонізаторів Сибіру. На ньому працювало 4 сиродутних горна.
Хоча в Московії не було доменних печей, московити були знайомі з чавуном. Весь чавун був імпортного виробництва. Наприклад, відомо, що у 1554 році було вилито з довізного чавуну гармату вагою 1200 пудів, а наступного року — вагою 1020 пудів. Сиродутний спосіб виробництва заліза не міг задовольнити потреб Московії у залізі, тому у Московію через Архангельський порт голландськими купцями імпортувалося залізо, що іменувалося «шведським», причому воно мало велику ціну.

## Виникнення доменного виробництва

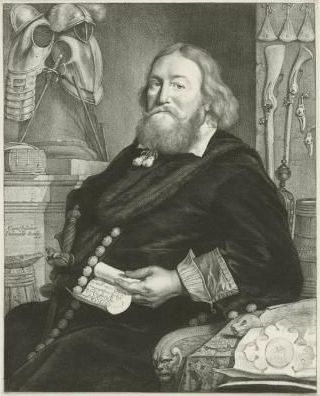
А. Вініус — голландець, що побудував першу доменну піч у Московії.

1632 року голландський купець Андрій Вініус разом зі своїм братом Абрагамом і їхнім партнером Юліусом (Єлісеєм) Віллекеном отримали дозвіл на будівництво вододійного (з приводом всіх механізмів від водяного колеса) залізоробного заводу у 12 верствах від Тули. Їхніми компаньйонами були також Петро Марселіс і Томас де Сваєн. Грамотою від 29 лютого 1632 року їм була надана монополія на 10 років на володіння вододійними заводами і на виробництво металевих виробів і гармат. Побудований ними завод мав доменну піч і виробляв залізо за технологіями, що на той час були лише у Західній Європі. Це був перший завод такого типу у Московії. Пізніше тут були побудовані й інші заводи і всі вони називалися Городищенськими.
Перша доменна піч виплавляла до 120 пудів (1,92 т) чавуну на добу.
1648 року на річці Вазі, що на північ від Москви, голландцем Акемою і датчанином Марселіусом був побудований 2-й завод з доменною піччю. Призначенням його було виливання гарматних ядер. Цього ж року ними зведено 4 заводських греблі на річці Скнизі біля Тули. На цих заводах ковалі Тульської слободи навчалися у іноземних майстрів зброярській справі.
1674 року виробництво чавуну у Московії становило 2 — 2,5 тис. т. Наприкінці 17 століття на виробництво 1 тони чавуну на доменних печах Московії витрачалося 2 тони обпаленної залізної руди і до 3 тон деревного вугілля.   (Стор. 105)   В цей час у Росії діяло 10 залізоробних заводів, що працювали головним чином на державну скарбницю і у незначній мірі на вільний ринок. При цьому, в Росії ще зберігалося кустарне виробництво заліза у сиродутних горнах.

## 18 століття
1700 року на річці Нейва на Уралі було розпочате будівництво великого Нев'янського казеного залізоробного заводу, переданого 4 березня 1702 року Петром І М. Демидову. Для роботи на заводі до нього були приписані Аякська і Краснопольська слободи та монастирське село Покровське.
В той же час було розпочато будівництво іншого заводу, на річці Кам'янці, що мав виробляти від 5 до 6 т рушниць, фузій і мушкетів на рік. Литтям чавунних гармат тут займався курляндський майстер Депре. 1703 року розпочато будівництво 2-ї домни за іноземним проектом, для чого були виписані майстри з Англії.
Потім були побудовані Уктуський і Алапаєвський заводи. Урал у 18 столітті став головним центром металургії Росії. 1724 року Московська держава не тільки припинила імпорт шведського заліза, але навіть почала експорт його у Європу. Заводи казенні і І. Демидова постачали залізо у Санкт-Петербурзький і Архангельський порти. Іноземні купці приймали залізо в портах по 60 копійок за пуд, причому мито сплачували вони, заводська вартість кричного заліза на місці виробки була 35 копійок та провезення до Твері 7 ½ копійки.
Домни будували парами, одна поряд з іншою. Дві домни являли собою фабрику.
З 1740 року завдяки заводам Уралу Росія вийшла на перше місце в світі за виробництвом чавуну і утримувала його до 1804 року.
Доменна піч Нев'янського заводу, побудована П. Демідовим 1740 року, мала висоту 12,8 м і виплавляла до 14 т чавуну на добу, добове виробництво чавуну на інших доменних печах Уралу доходило до 10 т. 1743 року було збільшено розміри домнен Нев'янського залізоробого заводу та було вдосконалено подачу дуття — за пропозицією Г. Махотіна вперше в Росії на доменній печі було встановлено 2 фурми замість 1. За російською історіографією, доменні печі Нев'янського заводу стали найбільшими й найпродуктивнішими у світі.
У 1760-х роках в Росії нараховувалося 120 металургійних заводів, що виробляли близько 82000 т чавуну і 49000 т заліза на рік.
1763 року була видана книжка М. Ломоносова «Перші основи металургії або рудних справ», в якій вперше в Росії було зроблено спробу дати теоретичне обґрунтування процесам плавки чавуну і явищам, що відбувалися при виробництві сталі. Книжка була навчальним посібником для російських металургів другої половини 18 століття.
1766 року на Барнаульському заводі для приводу в дію повітродувних засобів, що подають дуття у доменну піч, замість водяного колеса було встановлено першу в Росії парову машину конструкції І. Ползунова. Сам винахідник не дожив одного тижня до пробного запуску машини. Машина пропрацювала 3 місяці і після поламки була замінена на звичайну водяну повідню.

## 19 століття
1800 року середня річна продуктивність уральської домни становила приблизно 1500 т, що перевищувало продуктивність доменних печей західноєвропейських країн. Однак через промислову революцію на Заході ще наприкінці 18 століття почалося відставання Росії у доменному виробництві й уже в 1804 році Росія втратила першість у світі у виробництві чавуну і заліза. До 1860 року виплавка чауну в Російській імперії зросла порівняно з 1800 роком у 2,5 раза, в той час як у Великій Британії вона зросла у 10 разів, а у Франції — у 8 разів.
З 1860 року Російська імперія розпочала імпорт іноземного заліза. За 20 років, з 1869 по 1888 рік, у Російську імперію було довезено 522 млн пудів (8,352 млн т) різних металів у вигляді сировини, виробів і машин на загальну суму близько 1,5 млрд рублів.
У 1877 році на всіх казенних і приватних заводах Уралу було виплавлено 24 млн пудів (384 тис. т) чавуну, з якого було вироблено сталі і заліза лише 19 млн пудів (304 тис. т).
З другої половини 19 століття на півдні Російської імперії — переважно на землях України, а також на півдні власне Росії почали будувати нові великі металургійні заводи і на цих територіях почав формуватися новий металургійний район. Доменні печі тут будувалися з залученням іноземного капіталу і нових іноземних технологій. На багатьох заводах управителями і інженерами працювали іноземці. Сюди, в тому числі на українські землі, для роботи на заводах царський уряд переселяв з вбогих регіонів Росії велику кількість російських селян.

## XX століття
На початку XX століття основним центром доменного виробництва і взагалі металургії Російської імперії стала Україна, в той час як заводи на власне російських територіях давали незначну частку у виробництві чавуну. Зокрема, колись потужний металургійний центр Росії — Урал на початку 20 століття давав менше 1/4 у виробництві чавуну країни.
У 1913 всі заводи Російської імперії виплавили 4 635 000 тон чавуну і Російська імперія посідала 5 місце в світі за виробництвом чавуну. Однак, на заводах власне Росії було вироблено лише 1 323,6 т цього чавуну, тобто лише 28,56%. Весь інший чавун було вироблено в інших краях імперії — переважно на заводах України. Таким чином, власне Росія у 1913 році виробляла чавуну в 1,9 раза менше, ніж маленький Люксембург, який посідав 6 місце за виробництвом чавуну з його виробництвом 1913 року 2,548 млн т чавуну.
| Рос. імперія, СРСР загалом                                        | 4635 * (4216,1**) | 3282,3 | 6161,1 | 14487,4 | 14902,3 | 8802,7 | 19175,0 | 33310,1 |
| РСФСР                                                             | 1323,6            | 921,0  | 1918,0 | 5271,8  | 5260,3  | 7156,0 | 10007,3 | 16266,7 |
| частка районів Центру Росії                                       | 209,5             | 188,7  | 359,6  | 1167,3  | 1010,1  | 475,9  | 916,1   | 1907,5  |
| частка району Уралу                                               | 901,7             | 692,1  | 1246,1 | 2633,2  | 2714,3  | 5113,3 | 7178,5  | 11872,3 |
| частка району Західного Сибіру                                    | —                 | 5,6    | 250,7  | 1471,3  | 1535,9  | 1566,8 | 1912,7  | 2399,9  |
| Частка Росії, %                                                   | 31,39             | 28,06  | 31,13  | 36,39   | 35,29   | 81,29  | 52,18   | 48,83   |
| Україна                                                           | 2892,5            | 2361,3 | 4243,1 | 9215,6  | 9642,0  | 1646,7 | 9167,7  | 16607,3 |
| Примітки. * — в кордонах Російської імперії, ** — в кордонах СРСР |                   |        |        |         |         |        |         |         |

У СРСР у 1926 для проектування металургійних заводів і доменних цехів було створено Державний інститут з проектування металургійних заводів — Діпромез. Сов'єцька історіографія приписувала йому проектування металургійних заводів часів індустріалізації, замовчуючи при цьому роботу іноземних компаній у цьому напрямку та використання великої кількості іноземного обладнання. Наприклад, проектна документація доменних печей Магнітогорського металургійного заводу і будівництво щонайменше першої доменної печі на ньому були здійснені компанією «Arthur McKee» американського винахідника А. Мак-Кі.
До Другої світової війни у Росії були побудовані нові металургійні заводи — Магнітогорський, Кузнецький, Новотагільський, Новоліпецький і Новотульський. Після війни були побудовані Череповецький, Орсько-Халилівський, Західно-Сибірський.
Протягом десятиліть за обсягами доменного виробництва Росія в складі СРСР посідала 2 місце після України.
1986 року в РСФСР на Череповецькому металургійному комбінаті була задута на той час найбільша в світі доменна піч об'ємом 5580 м³ (до того найбільшою доменною піччу була піч об'ємом 5000 м³ на Криворізькому металургійному заводі).
Після розпаду СРСР, що відбувся 1991 року, в Росії продовжилося спадання виробництва чавуну, що тривало до 1998 року. З 1998 року спостерігалося зростання виробництва, однак з 2007 року і особливо у 2009 році під час економічної кризи 2008–2010 років виробництво чавуну в РФ значно знизилося. З 2009 року спостерігається зростання виробництва. Після розпаду СРСР найбільшого показника виробництво чавуну досягло 2006 року, коли воно становило 51742 тис. т.
Виробництво чавуну у РФ у 1992–2014 роках, тис. т.
В 1992 році Росія, виробивши 45990 т чавуну, за виробництвом чавуну займала 3 місце в світі, після Китаю (75893 тис. т) і Японії (73144 тис. т), виробивши 9,2% світового виробництва. 2012 року РФ виробила 4,6% світового об'єму виробництва чавуну, поступившись Китаю (59,5%) і Японії (7,4%). Роль РФ у виробництві чавуну на світовому ринку знижується через збільшення його виробництва в інших регіонах, в першу чергу в Азії, де окрім Китаю і Японії помітним лідером галузі стає Індія — у першому кварталі 2013 року ця країна за об'ємом виробництва вийшла на 3-тє місце, потіснивши РФ на 4-те.
Випуск чавуну в РФ має сильну територіальну і виробничу концентрацію. Значні об'єми виробництва чавуну припадають на Уральський федеральний округ, де сконцентровано 36,3% всіх потужностей, і підприємства здатні виробляти до 19,1 млн т чавуну на рік. На другому місці — Центральний федеральний округ, де виробляється до 13,5 млн т чавуну, тобто 25,7% загальноросійських потужностей. У Північно-Західному федеральному окрузі розташовано потужності на 9,2 млн (17,5% загальноросійських потужностей), у Сибірському — 6,5 млн (12%), у Приволзькому — 4 млн.
Понад 99% чавуну в РФ у 2013 році припадало на переробний нелегований чавун, на ливарний чавун — 0,8%, частка легованого переробного чавуну становить 0,005%. Приблизно 95% виробництва переробного чавуну припадає на 8 заводів:
1. ВАТ «Новолипецький металургійний комбінат» (НЛМК) — близько 20% об'єму виробництва,
2. ВАТ «Магнітогорський металургійний комбінат» (ММК) — 19,
3. Череповецький металургійний комбінат ВАТ «Северсталь» («Північсталь») — 18%,
4. ВАТ «ЄВРАЗ Об'єднаний Західно-Сибірський металургійний комбінат» — 12%,
5. ВАТ «ЄВРАЗ Нижньотагільський металургійний комбінат» (НТМК) — 10%,
6. ВАТ «Уральська Сталь»,
7. ВАТ «Оскольський електрометалургійний комбінат»
8. Челябінський металургійний комбінат ВАТ «Мечел».

Найбільшими виробниками ливарного чавуну в РФ є ВАТ «Тулачермет», що виробляє 32,4% від об'єму виробництва РФ, і ВАТ «Косогорський металургійний завод», що виробляє 30,7%.
Вироблений у РФ чавун переважно перероблявся на сталь в самій країні. Протягом 2007–2012 років експорт чавуну знизився з 5,8 млн т до 4,1 млн т. Основними покупцями російського чавуну є Європа і США, на які припадає 95% експорту чавуну. Основними споживачами в Європі є Італія, Туреччина й Іспанія. Російський чавун 2013 року становив приблизно третину американського імпорту чавуну.

## Музеї
У РФ, як і в багатьох інших країнах світу, є музейні комплекси, експонатами яких є виведені з експлуатації доменні печі, — Музей «Старий демидовський завод» у місті Нижній Новгород на якому збережені дві невеликих доменних печі конструкції 20 століття, і музейний комплекс «Северська домна» у місті Полевськой Свердловської області, на якому представлені будівлі доменного цеху 19 століття і доменна піч малого об'єму 1897 року (відремонтована у 1932–1933 роках).